# Burg Schlangenberg
Die Burg Schlangenberg ist eine abgegangene Burg westlich von Eldagsen einem Stadtteil von Springe in Niedersachsen. Die Burgstelle liegt heute auf einer landwirtschaftlich genutzten Fläche.

## Beschreibung
Bei der Burg handelte sich eine mittelalterliche Niederungsburg, wahrscheinlich eine Motte (Turmhügelburg). Sie befand sich auf dem Schlangenberg als kleiner Erhebung in einem Niederungsgebiet. Vermutlich verfügte die von einem vom Alten Gehlenbach gespeisten Wassergraben gesicherten Burg über eine Hauptburg und Vorburg. Auf Karten aus dem 19. Jahrhundert ist der Hügel in halbkreisförmig gebogene Form eingezeichnet. In den 1950er Jahren soll der Hügel vom damaligen Grundbesitzer eingeebnet worden sein, als er das umliegende Wiesengelände in Ackerland umwandelte. Südlich der Burg lag die wüst gefallene Siedlung Reinvordessen, die sich durch Begehungen nachweisen ließ.

## Geschichte
Es wird angenommen, dass die Burg Stammsitz der Ministerialenfamilie von Reinwerdessen war. Ihre Angehörigen waren Vasallen der Grafen von Hallermunt. Die von Reinwerdessen sind von 1241 bis 1347 nachgewiesen und starben in der Mitte des 14. Jahrhunderts aus. Vermutlich wurde die Burg mit dem Wüstfallen der Siedlung Reinwerdessen Ende des 14. Jahrhunderts aufgegeben.